# Metáfora del jardinero
La metáfora del Jardinero es un concepto introducido por Zygmunt Bauman. Hace referencia a la contraposición entre culturas cultivadas, producidas, dirigidas y diseñadas por una parte y culturas silvestres o “naturales” por otra. En las primeras prima la necesidad de un poder que ejerza un diseño artificial, ya que el jardín en que la sociedad se ha convertido no tiene los recursos necesarios para su propio sustento y autorreproducción por lo que es dependiente de este poder. En las culturas silvestres, en cambio, los recursos de autorreproducción estaban en la propia sociedad y en sus lazos comunitarios, lo que les permitía saber cuáles eran las malas hierbas, las malezas, y cómo eliminarlas.
Dichas malezas que crecen en las periferias de la sociedad serán los pobres entendidos como clases peligrosas, sobre los cuales se aplican y recaen las fuerzas del poder pastoral, al decir foucaultiano, aunque Bauman, de un modo más inquietante, ha señalado que la realización completa del Estado jardinero se encuentra en el Estado totalitario propio del siglo XX, que encuentra sus malezas ya sea en el judío o en cualquier sujeto posible del genocidio. En última instancia el genocidio sería la máxima concreción de la jardinería social, la depuración de las malezas en función de la concreción de una imagen de lo que el jardín debe ser. Nótese que esta metáfora se afirma en la noción de biopoder, y sus técnicas anatomopolíticas y biopolíticas, de Michel Foucault. 
Para ver cómo Bauman ha desarrollado la metáfora del jardinero como Estado totalitario y su expresión en el genocidio; Zygmunt Bauman. “Modernidad y Holocausto.” Pág. 148 y siguientes. Para las implicaciones estéticas de esta metáfora ver “La posmodernidad y sus descontentos.” Pág. 13 y siguientes.